# Natron
Natron je naravna zmes natrijevega karbonata dekahidrata (Na2CO3•10H2O), približno 17 % natrijevega bikarbonata (NaHCO3) in majhnih količin natrijevega klorida (NaCl) in natrijevega sulfata (Na2SO4). Čist natron je bel, nečistoče pa ga sivo ali rumeno obarvajo. Depoziti natrona se nahajajo v zelo suhih okoljih v izsušenih koritih slanih jezer. V Starem Egiptu so ga uporabljali za mumifikacijo pokojnikov in živali, sedaj pa je bogat vir natrijevih spojin. 
V sodobni mineralogiji se izraz natron uporablja izključno za natrijev karbonat dekahidrat, ki je glavna komponenta zgodovinskega natrona.

## Etimologija
Beseda natron izvira iz grškega izraza  νίτρον  [nítron], ki je izpeljan iz staroegipčanskega nṯry - natron, v izvirnem pomenu božanski ali čist.  Ime se nanaša na Wadi El Natrun (Natronska dolina) v Egiptu, kjer so Stari Egipčani kopali natron za pogrebne obrede. Iz besede natron izhaja tudi novolatinski izraz natrium in iz njega izpeljano ime elementa natrija (Na).

## Raba natrona v antiki
Zgodovinski natron je bil naravna mešanica soli, ki so jih kopali v koritih izsušenih slanih jezer. Stari Egipčani so ga več tisoč let uporabljali kot čistilo za dom in telo. Mešanica natrona in olja je bila zgodnja oblika mila, ki je mehčala vodo in odstranjevala olje in mast. Nerazredčen natron se je uporabljal za čiščenje zob in izpiranje ust, antiseptik za manjše rane, konzervans za ribe in meso, insekticid, strojilo za usnje in belilo za tkanine.
Mineral so uporabljali za mumifikacijo ljudi in živali, ker veže vodo in se zato obnaša kot sušilno sredstvo. Poleg tega zviša tudi alkalnost (pH) tkiva in ustvari za bakterije sovražno okolje. V nekaterih kulturah so menili, da krepi duhovno varnost tako živih kot mrtvih. Z dodatkom natrona v ricinovo olje je nastalo brezdimno gorivo za oljenke, ki je omogočilo slikanje v podzemnih prostorih,  ne da bi se na stenah in stropu nabirale saje.
Natron je bil sestavina slavne modre barve, imenovane egipčansko modra (kalcijev bakrov silikat CaCuSi4O10,  kuprorivait), in talilo za egipčansko fajanso. V Rimskem cesarstvu in drugod se je v zmesi s kremenčevim peskom in apnom najmanj do  leta 640 n. št.  uporabljal za proizvodnjo stekla. Antični zlatarji so ga uporabljali za spajkanje.

## Zaton
Natron so v domači rabi in industriji postopoma zamenjale sorodne natrijeve spojine in minerali. Natron kot pralno sredstvo in surovino v steklarski industriji je zamenjala soda (natrijev karbonat, Na2CO3). Nekatere njegove vloge v gospodinjstvu je prevzela soda bikarbona (NaHCO3), ki je pomembna sestavina na primer pecilnega praška.

## Nastanek
Zgodovinski natron in mineral natron sta evapotitna minerala, se pravi da sta nastala med izparevanjem  jezer, bogatih z natrijevim karbonatom. Natrijev karbonat je običajno nastal z absorpcijo ogljikovega dioksida iz zraka z zelo alkalni, z natrijem bogati slanici, po naslednji reakcijski shemi:
NaOH(aq) + CO2(g) → NaHCO3(aq)
NaHCO3(aq) + NaOH(aq) → Na2CO3(aq) + H2O
Čisti depoziti natrijevega karbonata dekahidrata so redki. Razlog za to je omejena temperaturna stabilnost spojine in dejstvo, da z absorpcijo ogljikovega dioksida običajno nastane zmes karbonatov in bikarbonatov. Iz takšne raztopine izkristalizira mineral natron samo takrat, ko temperatura slanice med kristalizacijo ne preseže približno 20 °C. Če je alkalnost slanice tako visoka, da je v njej zelo malo bikarbonata, kristalizira tudi do temperature 30 °C. Natron v vsakem primeru spremlja nekaj natrijevega bikarbonata. V pogojih izven teh omejitev nastajajo minerali trona ali termonatrit in nahkolit.
Ker so jezera v daljših geoloških obdobjih lahko večkrat izparela in ponovno nastala, so se minerali ponovno raztopili in rekristalizirali. Depoziti so zato slojasti in sestavljeni iz vseh omenjenih mineralov.

## Nahajališča
Natron in/ali drugi hidrirani natrijevi karbonatni minerali so na naslednjih nahajališčih:
- Afrika
  - Čad
    - obala jezera Čad
    - Trou au Natron
    - krater Era Kohor na Emi Koussi

  - Egipt
    - Wadi El Natrun

  - Etiopija
    - Provinca Shewa

  - Niger
    - Bilma

  - Tanzanija
    - jezero Natron
- Evropa 
  - Madžarska
    - Okrožje Bács-Kiskun, Velika madžarska nižina
    - Okrožje Szabolcs-Szatmár-Bereg, Velika madžarska nižina

  - Italija
    - Kampanija
    - Provinca Neapelj
    - kompleks Somma-Vezuv

  - polotok Kola, severna Rusija
    - Hibinjsko gorovje
    - Lovozerske tundre
    - rudnik Umbozero

  - Anglija, Združeno kraljestvo
    - pokrajina St Just
    - pokrajina Botallack-Pendeen
- Severna Amerika
  - kanada
    - Quebec
      - Rouville County
      - Mont-Saint-Hilaire

    - Britanska Kolumbija

  - Združene države Amerike
    - Kalifornija
      - Inyo County

    - Nevada
      - Churchill County
      - Humboldt County
      - Mineral County

    - Oregon
      - Lake County

    - Pensilvanija
      - Karns
      - Natrona

    - Washington
      - Okanogan County

    - Wyoming
      - Natrona County

## Zumanja povezava
- Etimologija izraza natron